# Scottish Open 1961
Die Scottish Open 1961 waren die 42. Austragung dieser internationalen Meisterschaften von Schottland im Badminton. Sie fanden Anfang des Jahres in Edinburgh statt.

## Titelträger
| Disziplin    | Sieger                      |
| ------------ | --------------------------- |
| Herreneinzel | Charoen Wattanasin          |
| Dameneinzel  | Judy Hashman                |
| Herrendoppel | Robert McCoig Frank Shannon |
| Damendoppel  | Sue Peard Judy Hashman      |
| Mixed        | Robert McCoig Wilma Tyre    |

## Finalresultate
| Disziplin    | Sieger                      | Finalist                          | Ergebnis          |
| ------------ | --------------------------- | --------------------------------- | ----------------- |
| Herreneinzel | Charoen Wattanasin          | Robert McCoig                     | 4–15, 15–12, 15–9 |
| Dameneinzel  | Judy Hashman                | Wilma Tyre                        | 11–2, 11–0        |
| Herrendoppel | Robert McCoig Frank Shannon | John Best Charoen Wattanasin      | 15–5, 15–7        |
| Damendoppel  | Sue Peard Judy Hashman      | Yvonne Kelly Mary O'Sullivan      | 15–9, 15–3        |
| Mixed        | Robert McCoig Wilma Tyre    | Mac Henderson Catherine Dunglison | 4–15, 15–11, 15–8 |